# Hypena longipalpalis
Hypena longipalpalis är en fjärilsart som beskrevs av Achille Guenée 1862. Hypena longipalpalis ingår i släktet Hypena och familjen nattflyn. Inga underarter finns listade i Catalogue of Life.